# Protection juridique de l'espèce humaine
La protection juridique de l'espèce humaine est une question d'ordre bioéthique qui concerne l'avenir de l'espèce humaine elle-même. Elle consiste à accorder des droits non tellement à la personne physique, c'est-à-dire à l'individu en tant que tel (droits de la personnalité), qu'à l'espèce que chacun représente à sa manière.

## En droit international
Lors d'un colloque de l'UNESCO du 20 mars 2006, intitulé « L’espèce humaine peut-elle se domestiquer elle-même ? », le directeur général de l’UNESCO, K. Matsuura, avait alors exposé les deux enjeux de cette question : l’enjeu scientifique, mais également l’enjeu éthique, et exposa ainsi la problématique : 
«  Pour la première fois de son histoire, l’humanité va donc devoir prendre des décisions politiques, de nature normative et législative, au sujet de notre espèce et de son avenir. Elle ne pourra le faire sans élaborer les principes d’une éthique, qui doit devenir l’affaire de tous. Car les sciences et les techniques ne sont pas par elles-mêmes porteuses de solutions aux questions qu’elles suscitent. Face aux dérives éventuelles d’une pseudoscience, nous devons réaffirmer le principe de dignité humaine. Il nous permet de poser l’exigence de non-instrumentalisation de l’être humain. »
L’espèce humaine ainsi appréhendée dans sa vulnérabilité génétique pose la question de son statut juridique : est-elle un sujet de droit ? Est-elle protégée en elle-même ? Comment est-elle protégée ? 
Paradoxalement, alors que les conférences insistent de plus en plus sur l’espèce humaine et sur son devenir, les textes internationaux ne protègent pas pour le moment l’espèce humaine par un dispositif qui lui serait expressément rattaché.
Les quelques rares textes qui font mention de l’espèce humaine le font dans leur préambule, au titre de fondement général aux dispositions du corps du texte, qui ne vise donc pas directement à protéger l’espèce humaine elle-même ; ainsi peut-on lire dans le préambule de la Déclaration sur la race et les préjugés raciaux de l'UNESCO (1978), pour fonder la non-hiérarchisation de ses membres : 
«  Persuadée que l’unité intrinsèque de l’espèce humaine et, par conséquent, l’égalité foncière de tous les êtres humains et de tous les peuples, reconnue par les expressions les plus élevées de la philosophie, de la morale et de la religion, reflète un idéal vers lequel convergent aujourd’hui l’éthique et la science. »
Il ne faut ici pas confondre la protection de l’espèce humaine en tant que telle, et l’interdiction de la hiérarchisation de ses membres qui est précisément l’objet des dispositions de la Déclaration.
La Convention d'Oviedo de 1997 sur la bioéthique fait également référence à l’espèce humaine dans son préambule (al. 10) : 
«  Convaincus de la nécessité de respecter l’être humain à la fois comme individu et dans son appartenance à l’espèce humaine et reconnaissant l’importance d’assurer sa dignité. »
L’espèce humaine est de premier abord présentée de nouveau comme attribut d’un sujet de droit pour fonder la protection de celui-ci ; toutefois, la problématique du Directeur Général de l’UNESCO trouve dans le corps de la convention une résonance au sein de l’article 13 de la convention, intitulé « Interventions sur le génome humain » situé sous le Chapitre IV relatif au « Génome humain ». En effet, cet article énonce qu’
« Une intervention ayant pour objet de modifier le génome humain ne peut être entreprise que pour des raisons préventives, diagnostiques ou thérapeutiques et seulement si elle n’a pas pour but d’introduire une modification dans le génome de la descendance. »
Ce texte se préoccupe explicitement, non pas seulement de la définition génétique de l’individu lui-même, mais également de sa descendance à travers son patrimoine génétique, et, par là même, de l’espèce. La protection ainsi élaborée n’est cependant pas absolue. En effet, le texte ne retient la modification du génome de la descendance comme illicite que dans la mesure où cette modification n’est pas le but poursuivi ; a contrario, si le génome de la descendance n’est pas la motivation directe de la modification du génome, cette modification est licite dans les cas gouvernés par « des raisons préventives, diagnostiques ou thérapeutiques » relatives à la personne subissant l’intervention.
La valeur juridique de ces traités dépend de la compréhension propre à chaque système juridique de ce qui constitue une atteinte à l’espèce humaine. La France a ainsi publié la Convention d'Oviedo au Journal Officiel du 7 juillet 2012, cette publication rend, par l'application de l'article 55 de la Constitution français cette convention applicable en droit interne Français à partir du 8 juillet 2012, ce qui la rend supérieure et opposable à aux lois contraires.
La France a adopté une des premières législations spécifiques visant explicitement à protéger l’espèce humaine.

## En droit français
La loi de bioéthique du 29 juillet 1994, « relative au corps humain », a introduit en droit français le principe de non-patrimonialité du corps humain ainsi que la disposition selon laquelle « Nul ne peut porter atteinte à l’intégrité de l’espèce humaine » (article 16-4 1er alinéa Code civil). Cette disposition figure parmi les principes généraux du droit devant gouverner les recherches scientifiques et les pratiques médicales (articles 16 à 16-9 C.civ.). D’importants débats existent sur la portée et la signification pratique à donner à cette interdiction : en effet, les alinéas subséquents de l’article 16-4 énoncent les interdictions de l’eugénisme, du clonage reproductif (cette interdiction a été introduite par la loi bioéthique du 6 août 2004), et de la modification des « caractères génétiques dans le but de modifier la descendance de la personne ». Ainsi, le premier alinéa doit-il être interprété indépendamment des autres, ce qui reviendrait à distinguer l’interdiction de porter atteinte à l’intégrité de l’espèce humaine, l’interdiction des pratiques eugéniques et l’interdiction du clonage, auquel cas le premier alinéa demeure énigmatique ? Ou ce premier alinéa doit-il être interprété à la lumière des alinéas subséquents, auquel cas l’intégrité de l’espèce humaine serait atteinte par la réalisation d’actes d’eugénisme ou de clonage ?
Une réponse semble pouvoir exceptionnellement être recherchée dans la traduction pénale de ces interdictions : en effet, ce sont les mêmes textes qui figurent dans le Code civil français et dans le Code pénal, textes qui ont été, de surcroît, introduits par les mêmes lois.
Protégée pénalement depuis 1994 à l’article 511-1 du Code pénal, dans le livre qui protégeait les animaux des sévices graves (le Livre V du Code pénal), l’espèce humaine a reçu par la loi bioéthique du 6 août 2004 une protection renforcée, les dispositions la protégeant ayant été déplacées en partie dans le livre II, lui faisant partager à présent l’intitulé du Titre I qui réprimait les crimes contre l'humanité, soit : « Des crimes contre l’humanité et contre l’espèce humaine », et lui consacrant le Sous-titre II intitulé « Des crimes contre l’espèce humaine » regroupant les articles 214-1 et suivant.
L’enjeu de ces dispositions est de préserver les spécificités biologiques de l’espèce humaine que sont toutes ses caractéristiques génétiques : 
- par la répression des « pratiques eugéniques tendant à l’organisation de la sélection des personnes » (article 214-1 Code Pénal). De plus le Conseil d’État, dans son rapport du 25 novembre 1999 Lois bioéthiques : cinq ans après, précisa qu’il fallait entendre dans cette définition le caractère systématique de la sélection afin de ne pas assimiler les pratiques de procréation médicalement assistée aux pratiques eugéniques : leur caractère non systématique est apprécié par l’exigence de « choix propres [, par nature contingent,] à des couples confrontés à l’annonce d’une maladie d’une particulière gravité ». La pertinence de ce critère est critiquée par la doctrine qui propose comme autre critère de distinction : le cadre thérapeutique ; ou encore, sur la distinction kantienne selon laquelle il faut considérer l’homme non comme un moyen mais comme une fin, distinguer la sélection motivée par le sentiment d’empathie envers l’être à naître atteint d’une « maladie d’une particulière gravité reconnue comme incurable au moment du diagnostic » (articles 2131-1, 2131-4, 2131-4-1, 2141-2 Code de la santé publique), de la sélection motivée par un sentiment utilitariste de cet être perçu comme devant permettre l’« amélioration » de l’espèce humaine (ce qui, exactement, une telle « amélioration » relève de critères subjectifs et particuliers) ;
- par la répression du clonage reproductif (article 214-2 Code pénal), comme portant atteinte au caractère sexué de la reproduction humaine (consistant en la rencontre de gamètes de patrimoine génétique différent), et portant atteinte, à grande échelle, à la diversité biologique de l’espèce humaine (qui est un de ses facteurs d’adaptation). Le clonage thérapeutique, consistant en la création d’un embryon humain à partir de cellules d’une personne malade, destiné à fournir des cellules souches prélevées puis cultivées pour fournir un tissu ou un organe génétiquement compatible avec le patient, ou implantées dans le corps de celui-ci pour que son organisme reconstitue des cellules défaillantes, n’est pas réprimé au titre de la protection de l’espèce humaine, mais au titre de la protection de l’embryon dans le Livre V du Code pénal(art. 511-17 et 511-18 Code pénal). Par ailleurs l’infraction de clonage thérapeutique est un délit (puni d’un maximum de 7 ans d’emprisonnement et 100 000 € d’amende), alors que l’infraction de clonage reproductif est un crime (puni, tout comme le crime d’eugénisme, d’un maximum de 30 ans de réclusion criminelle et de 7 500 000 € d’amende).

Cette différence de traitement est toutefois elle aussi critiquée dans la mesure où d’un point de vue anthropologique, toujours selon la distinction kantienne, le clonage thérapeutique déclasse la perception de la vie humaine au rang de médicament (à ne pas confondre avec le « bébé-médicament » qui consiste, pour un couple ayant un enfant malade et désirant avoir un deuxième enfant, à saisir l’opportunité que peut offrir la compatibilité génétique des cellules du petit frère pour sauver l’aîné, par le prélèvement de cellules sur le cordon ombilical, le don de sang ou encore de moelle épinière, ce qui n’entrave nullement l’accès sain à la vie de cet enfant), donc de moyen, ce qui peut apparaître au moins aussi grave que le clonage reproductif (argument anthropologique proposé par Mme Marie-Angèle Hermitte, Directeur d’étude à l’EHESS « Principes de précaution et culture du risque », paru dans Alliage, no 48-49, , mis en ligne le 30 août 2012, URL : http://revel.unice.fr/alliage/index.html?id=3787.). Toutefois, d’autres auteurs justifient cette différence par le caractère d’utilité publique, d’intérêt général (pour les personnes nées atteintes aujourd’hui et demain d’une maladie incurable), que peut revêtir la motivation de procéder à de telles recherches, contre le clonage reproductif motivé par le seul intérêt égoïste des couples d’avoir un enfant (Mikaël Benillouche, Maître de conférence à la faculté de droit de l’université de Picardie, "Les Crimes contre l'espèce humaine et la loi du 6 août 2004 relative à la bioéthique, in Les Petites Affiches, 18 février 2005, n°85, 2ème colonne, 1er paragraphe).
Les crimes contre l’espèce humaine peuvent être considérés comme le deuxième ensemble d’infractions les plus graves du système juridique français, après les crimes contre l'humanité, apparaissant en deuxième position (après les crimes précités) dans l’énonciation des infractions dans le Code pénal; l’action publique se prescrivant, par exception au droit commun (10 ans pour les crimes), par un délai de 30 ans (ce délai ne commençant par ailleurs à courir qu’à la majorité de l’enfant qui serait né du clonage), l’action publique relative aux crimes contre l’humanité étant, quant à elle, imprescriptible.